# 彭彦章
彭彦章（9世纪—919年5月10日），庐陵人，唐朝天祐初年袁州刺史，吉州刺史彭玕是他的叔父（一作兄、弟）。唐朝灭亡后，二彭效力于割据抚州的刺史危全讽。
天祐六年（909年）六月，危全讽自称镇南军节度使，得弟信州刺史危仔倡与彭氏叔侄起兵响应，率抚、信、袁、吉四州兵，号称十万，攻弘农国镇南节度使治所洪州。镇南节度使刘威的守军只有一千人，刘威秘密向弘农郡王杨隆演告急，假装无所谓，每日饮宴。危全讽闻讯犹豫了，停留于象牙潭，求助于楚王马殷。马殷派指挥使苑玫会合彭彦章，围攻弘农治下的高安，以助危全讽。弘农任周本为西南面行营招讨应援使，七月，周本于象牙潭大败并生擒危全讽，乘胜攻克袁州，擒彭彦章而回。彭玕奔楚，危仔倡奔吴越。危全讽势力被弘农所并。彭彦章被杨隆演署为百胜军使。
后来杨隆演称吴王，故弘农国又称吴国。
天祐十六年（919年）三月，后梁诏吴越王钱镠大举讨吴。钱镠以儿子节度副大使钱传瓘为诸军都指挥使，率大小龙形战舰五百艘，从东洲攻吴。吴遣时任百胜军使、舒州刺史的彭彦章及裨将陈汾拒之。四月，钱传瓘与彭彦章相遇，命每船都载灰、豆及沙，战于狼山江。吴船乘风而进，钱传瓘的船避开他们，等吴船过去后，从后相随，吴军回船与之交战，钱传瓘令顺风扬灰，吴军无法睁眼；等双方船舷接触，钱传瓘命在自己的船散沙，而在吴船散豆，战血浸湿了豆，吴军踩到豆都摔倒在地。钱传瓘于是纵火焚烧吴船，吴军大败。彭彦章奋力作战，兵器用完了就用木头继续作战，身上受伤数十处，陈汾却按兵不救。彭彦章知道自己难以幸免，就自杀了。钱传瓘俘获吴裨将七十人，斩首千余级，生擒士卒千余人，焚战舰四百艘。从江到岸数千里都被血染成殷红色。杨隆演诛杀陈汾，籍没其家产，将一半赐给彭彦章家，奉养彭彦章妻儿终身。
吴国因遭遇此败，通好吴越，钱传瓘也以功被奏授镇海军节度副使、检校司徒。